# Zolile Peter Mpambani

Wappen von Zolile Peter Mpambani

Zolile Peter Mpambani SCJ (* 20. Februar 1957 in Umlamli) ist ein südafrikanischer Ordensgeistlicher und römisch-katholischer Erzbischof von Bloemfontein.

## Leben
Zolile Peter Mpambani trat der Ordensgemeinschaft der Dehonianer bei und legte die Profess am 28. Januar 1982 ab. Nach dem Studium der Philosophie und der Katholischen Theologie am Priesterseminar St. Joseph in Cedara empfing er am 25. April 1987 die Priesterweihe.
Nach der Priesterweihe war Mpambani zunächst als Pfarrvikar in Sterkspruit tätig, bevor er 1990 Pfarrer in Burgersdorp wurde. Von 1994 bis 1997 war er Novizenmeister des Vornoviziats der Dehonianer. Danach war Mpambani Generalrat für Afrika und Madagaskar bei der Leitung seiner Ordensgemeinschaft in Rom. Nach einem Sabbatjahr wurde er 2005 Superior der Ordensniederlassung in Bethulie und erneut Novizenmeister des Vornoviziats sowie Direktor des Dehonian House in Scottsville. Ab 2011 war Zolile Peter Mpambani als Seelsorger in Sterkspruit tätig. Von Februar bis Mai 2013 war Mpambani Provinzial der Ordensprovinz Südafrika der Dehonianer.
Papst Franziskus ernannte ihn am 6. Mai 2013 zum Bischof von Kokstad. Der Erzbischof von Pretoria, William Slattery OFM, spendete ihm am 3. August desselben Jahres die Bischofsweihe; Mitkonsekratoren waren der Erzbischof von Kapstadt, Stephen Brislin, und der Bischof von Aliwal, Michael Wüstenberg.
Am 1. April 2020 ernannte ihn Papst Franziskus zum Erzbischof von Bloemfontein. Die Amtseinführung erfolgte am 19. Juni desselben Jahres.